# 타이릭 힐

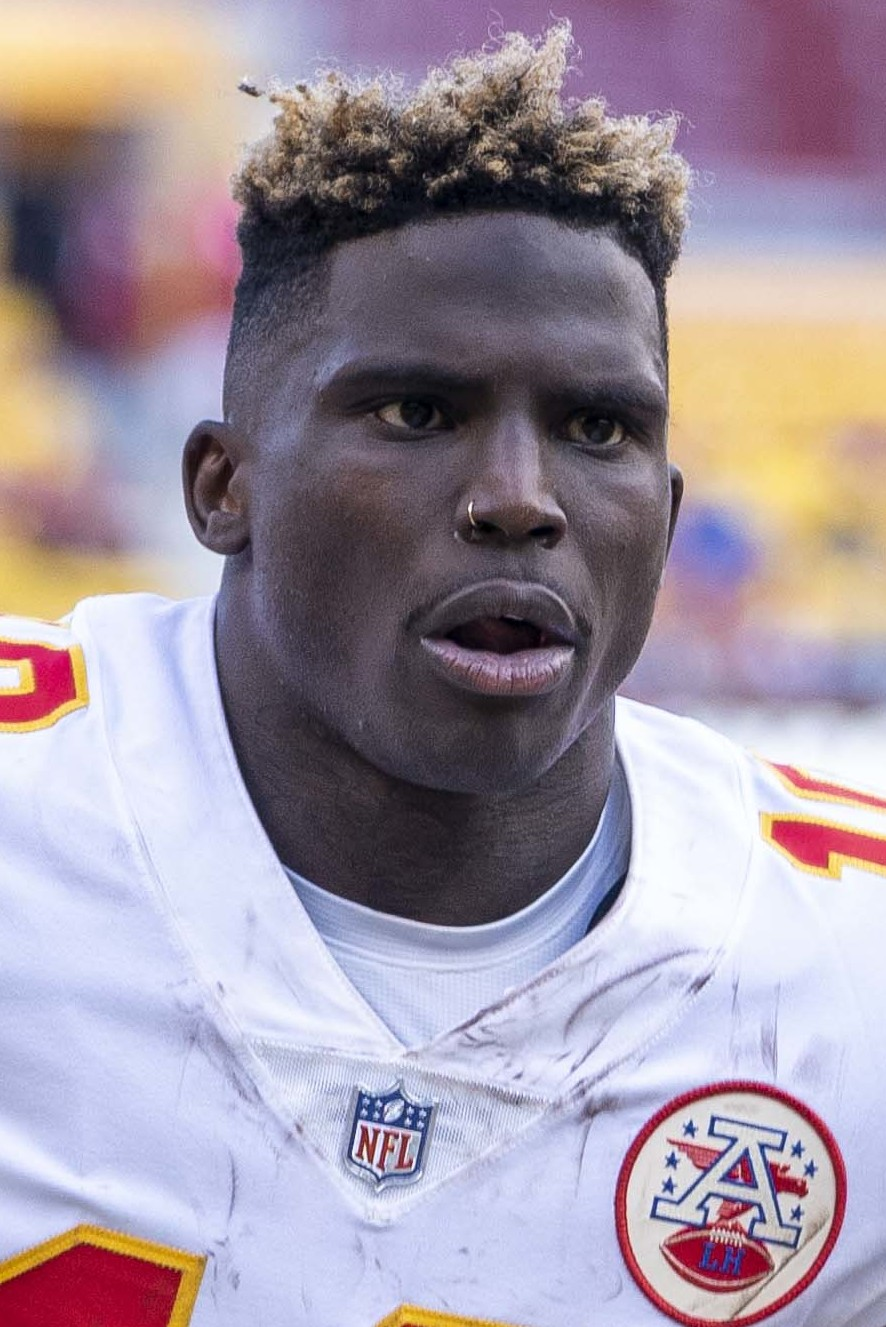
2021년 모습

타이릭 힐(Tyreek Hill, 1994년 3월 1일 ~ )은 NFL(내셔널 풋볼 리그) 마이애미 돌핀스의 미국 프로 축구 와이드 리시버이다. 힐은 2016년 NFL 드래프트 5라운드에서 캔자스시티 치프스에 지명됐다. 가든시티, 오클라호마 스테이트 및 웨스트앨라배마에서 대학 축구를 했다.
전직 육상 스타였던 힐은 신인 시절에는 주로 리턴 스페셜리스트로 활약했지만 엄격하게는 와이드 리시버로 전환했다. 신인 시절부터 스피드 때문에 '치타'라는 별명을 얻었다. 그는 리그에서 8시즌마다 프로볼에 선발되었고, 치프스와 함께 슈퍼볼 LIV에서 우승했으며, NFL 2010년대 올디케이드 팀에 펀트 복귀 선수로 지명되었다.